# Consiliul Național pentru Combaterea Discriminării
Consiliul Național pentru Combaterea Discriminării (CNCD) este o autoritate de stat autonomă din România, formată în 2001 prin HG 1194/2001 și care își desfășoară activitatea in baza OG 137/2000 privind prevenirea și combaterea tuturor formelor de discriminare. Este garant al respectării și aplicării principiului nediscriminării, în conformitate cu legislația internă în vigoare și cu documentele internaționale la care România este parte. CNCD-ul și-a început activitatea în luna august 2002, odată cu numirea de către prim-ministrul Adrian Năstase a membrilor Colegiului Director al CNCD-ului (pe baza propunerilor primite din partea: Ministerului Informațiilor Publice, Ministerului Muncii și Solidarității Sociale, Ministerului Justiției, Ministerului Sănătății și Familiei, Ministerului Administrației Publice, Ministerului Educației și Cercetării și Ministerului de Interne) și apoi, a numirii Președintelui Consiliului, din rândul membrilor Colegiului Director.
Consiliul își exercită atribuțiile în următoarele domenii:
- prevenirea faptelor de discriminare prin realizarea de campanii de informare, de conștientizare privind drepturile omului, efectele discriminării, principiul egalității, cursuri de formare, de informare, proiecte și programe la nivel local, regional și național, realizarea de studii, rapoarte etc.;
- medierea faptelor de discriminare a părților implicate în cazul de discriminare, în prezența reprezentanților CNCD-ului;
- investigarea, constatarea și sancționarea faptelor de discriminare;
- monitorizarea cazurilor de discriminare în urma constatării unor cazuri de discriminare de către CNCD, prin supravegherea ulterioară a părților implicate;
- acordarea de asistență de specialitate victimelor discriminării prin explicarea legislației celor interesați de către consilierii juridici ai CNCD-ului, prin îndrumarea asistată în ceea ce privește activitatea de depunere a petiției și informații suplimentare ce decurg din această procedură.

CNCD-ul interpretează și aplică legea anti-discriminare din România, Consiliul primind puteri sporite, ca parte a amendamentului din 2006 la legea împotriva discriminării.
Echivalentul moldovenesc al acestei instituții publice e "Consiliul pentru egalitate", întemeiat la 2013. 

## Mod de adresare la CNCD
Modul în care o persoană se poate adresa CNCD-ului este printr-o petiție care trebuie să cuprindă:
- numele și prenumele celui care face sesizarea;
- adresa unde se dorește să fie primit răspunsul Consiliului;
- număr telefonic pentru ca persoana care depune plângerea să poată fi contactată pentru informații suplimentare (dacă sunt necesare);
- conținutul plângerii, unde vor fi prezentate în detaliu faptele considerate de reclamant ca fiind discriminatorii;
- date care să permită identificarea persoanei acuzată de discriminare (adresa, eventual telefon etc.).

## Sancțiuni
Faptele de discriminare se sancționează contravențional:
- cu avertisment;
- cu amendă de la 1.000 lei la 30.000 lei dacă discriminarea vizează o persoană fizică;
- cu amendă de la 2.000 lei la 100.000 lei dacă discriminarea vizează un grup de persoane sau o comunitate.